# Чимальтитан (муниципалитет)
Чимальтита́н (исп. Chimaltitán) — муниципалитет в Мексике, в штате Халиско, с административным центром в одноимённом посёлке. Численность населения, по данным переписи 2020 года, составила 3270 человек.

## Общие сведения
Название Chimaltitán с языка науатль можно перевести как: место щитов и кольчуг.
Площадь муниципалитета равна 655,1 км², что составляет 0,8 % от общей площади штата, а наиболее высоко расположенное поселение Ла-Гуальдрия находится на высоте 2267 метров.
Чимальтитан граничит с другими муниципалитетами штата Халиско: на севере с Вилья-Герреро, на северо-западе с Боланьосом, на северо-востоке с Тотатиче, и на западе с Сан-Мартин-де-Боланьосом, а также на юге и востоке граничит с другим штатом Мексики — Сакатекасом.

## Учреждение и состав
Муниципалитет был образован 1 мая 1886 года в составе департамента Тотатиче. 30 марта 1943 года Конгресс штата упразднил муниципалитет, включив его территорию в состав муниципалитета Боланьос, но 1 января 1944 года был восстановлен в прежних границах.
По данным 2020 года в его состав входит 62 населённых пункта, самые крупные из которых:
| Код INEGI                  | Населённый пункт                                                                          | Численность населения (2005 год) | Численность населения (2010 год) | Численность населения (2020 год) |
| -------------------------- | ----------------------------------------------------------------------------------------- | -------------------------------- | -------------------------------- | -------------------------------- |
| 031                        | Всего                                                                                     | 3382                             | 3771                             | 3270                             |
| 0001                       | Чимальтитан (исп. Chimaltitán) 21°46′44″ с. ш. 103°46′51″ з. д. (административный центр)  | 718                              | 843                              | 609                              |
| 0069                       | Теписуак (исп. Tepizuac) 21°37′30″ с. ш. 103°38′17″ з. д.                                 | 371                              | 516                              | 540                              |
| 0003                       | Агуа-Кальенте (исп. Agua Caliente) 21°46′25″ с. ш. 103°47′15″ з. д.                       | 391                              | 432                              | 376                              |
| 0206                       | Ла-Плая (исп. La Playa) 21°49′21″ с. ш. 103°47′20″ з. д.                                  | 185                              | 241                              | 344                              |
| 0066                       | Сан-Хуан-де-лос-Потрерос (исп. San Juan de los Potreros) 21°42′18″ с. ш. 103°35′52″ з. д. | 268                              | 275                              | 237                              |
| —                          | Прочие                                                                                    | 1449                             | 1464                             | 1164                             |
| Названия на карте Генштаба |                                                                                           |                                  |                                  |                                  |

## Экономическая деятельность
По статистическим данным 2000 года, работоспособное население занято по секторам экономики в следующих пропорциях:
- сельское хозяйство, животноводство и рыбная ловля — 48,5 %;
- промышленность и строительство — 19,1 %;
- торговля, сферы услуг и туризма — 29,2 %;
- безработные — 3,2 %.

## Инфраструктура
По статистическим данным 2020 года, инфраструктура развита следующим образом:
- электрификация: 91 %;
- водоснабжение: 27 %;
- водоотведение: 82,8 %.